# Macrocyclops albidus
Macrocyclops albidus is een eenoogkreeftjessoort uit de familie van de Cyclopidae. De wetenschappelijke naam van de soort is voor het eerst geldig gepubliceerd in 1820 door Louis Jurine.
Macrocyclops albidus leeft in zoetwater. De soort heeft een kosmopolitische verspreiding. Moleculair onderzoek van populaties van M. albidus afkomstig uit Engeland, Schotland, Frankrijk, Duitsland, de Verenigde Staten, Nieuw-Zeeland en Australië duidt erop dat de wereldwijde verspreiding het gevolg is van menselijk ingrijpen, met name de scheepvaart, eerder dan van natuurlijke oorzaken zoals de wind of de verspreiding door vogels.